# Save Tonight
Save Tonight – piosenka z 1997 roku szwedzkiego muzyka pop-rockowego Eagle-Eye Cherry’ego, która była pierwszym singlem promującym jego debiutancki album Desireless.
Utwór odniósł radiowy sukces, a singiel na listach przebojów dotarł do miejsca 3. w Irlandii, 5. w Stanach Zjednoczonych, 6. w Wielkiej Brytanii i 2. w Szwecji. Piosenka wyróżniona została nagrodą Rockbjörnen w kategorii „Szwedzka piosenka 1997 roku” (Årets svenska låt).

## Wersja zespołu E.M.D.
W 2010 roku szwedzki boys band E.M.D. wydał cover „Save Tonight”, który był pierwszym singlem z ich trzeciego albumu Rewind. W Szwecji singiel znalazł się na pozycji 3.